# Julián Íñiguez de la Torre
Julián Íñiguez de la Torre fue un general español, perteneciente al Cuerpo Jurídico Militar, general auditor de la primera región y asesor legal del dictador Francisco Franco. Fue magistrado del Consejo Supremo de Justicia Militar durante la dictadura franquista (hoy Sala de lo Militar del Tribunal Supremo) 

## Biografía
Investigador del derecho y abogado de carrera, perteneciente a una familia de relevantes juristas (su padre fue teniente fiscal de las Audiencias de Vitoria y Barcelona y su tío un destacado abogado), estudió en la Universidad de Barcelona. En 1962 se le concedió la gran cruz de la Orden de San Hermenegildo. Asimismo se le distinguió en 1967 con la gran cruz del Mérito Militar. Fue relevado del puesto de auditor general del ejército por su postura contraria a varias ejecuciones del franquismo.

## Familia
Estuvo casado con Mercedes Tena Ybarra, hija de Pedro Tena Sicilia, secretario de la Diputación de Burgos, sobrina del médico pediatra y cirujano Joaquín Tena Sicilia y hermana del posteriormente embajador y director de la Escuela Diplomática Juan Ignacio Tena Ybarra. 
Es padre del abogado Javier Íñiguez de la Torre, tío del catedrático de la Universidad de Salamanca José Ignacio Íñiguez de la Torre, del locutor y crítico musical Carlos Tena y del actor José María Tasso, abuelo de la abogada Elisa Íñiguez de la Torre y del poeta y crítico José Ramón Otero Roko y tío abuelo de la catedrática de Física Atómica y Molecular Pilar Íñiguez de la Torre Bayo.